# Pietro Belluschi
Pietro Belluschi (* 18. August 1899 in Ancona; † 14. Februar 1994 in Portland, Oregon) war ein US-amerikanischer Architekt italienischer Herkunft.

## Leben
Pietro Belluschi wuchs in Italien auf und kämpfte im Ersten Weltkrieg in der Schlacht von Karfreit und in der Schlacht von Vittorio Veneto mit. Nach dem Krieg studierte Belluschi an der Universität La Sapienza in Rom und erwarb im Jahr 1922 sein Diplom im Bauingenieurwesen. 1923 emigrierte er in die USA und beendete seine Ausbildung als Ingenieur an der Cornell University. Danach arbeitete er kurz als Ingenieur im Bergbau in Idaho für 5 US-Dollar pro Tag; bis er als Technischer Zeichner im Architektenbüro von Albert Ernest Doyle in Portland arbeitete. Belluschi blieb weiterhin in Amerika, da seine Verwandten unter der Regierung von Benito Mussolini litten. Von 1927 bis 1942 war er leitender Architekt und 1932 bot ihm Doyle die Partnerschaft an. In den 1930er Jahren setzte er die Philosophie und einen Teil der Formensprache der organischen Architektur von Frank Lloyd Wright in kleineren Privathäusern um. Nach dem Zweiten Weltkrieg baute er das erste Hochhaus mit einer Vorhangfassade aus Glas und Aluminium in den USA. Dieser neue Hochhaustypus setzte die Ideen von Mies van der Rohe zu gläsernen Turmprojekten aus den 1920er Jahren in die Realität um und prägte in den folgenden Jahren die US-amerikanischen Innenstädte.

## Lehrtätigkeit
- 1951–1965 Dekan der School of Architecture and Planning, Massachusetts Institute of Technology, Cambridge
- 1965 Consulting Professor of Architecture, University of Oregon, Eugene
- 1966 Thomas Jefferson Professor of Architecture, University of Virginia, Charlottesville

## Architektur (Auswahl)

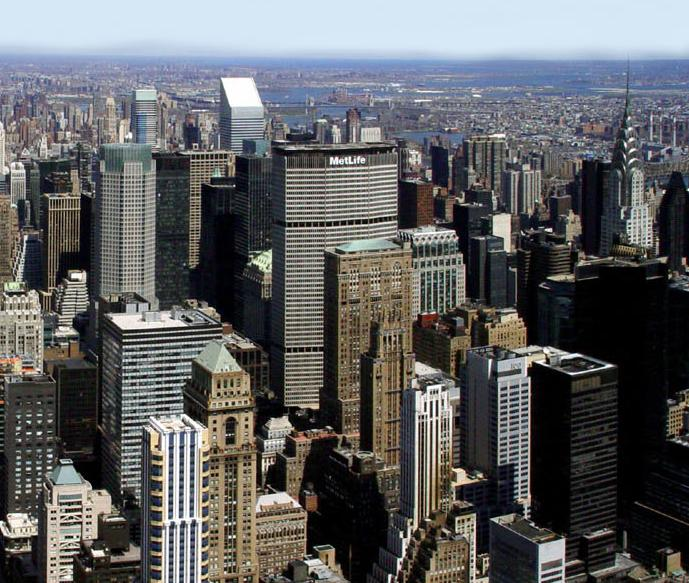
Das MetLife Building vom Empire State Building aus gesehen, Frühling 2005
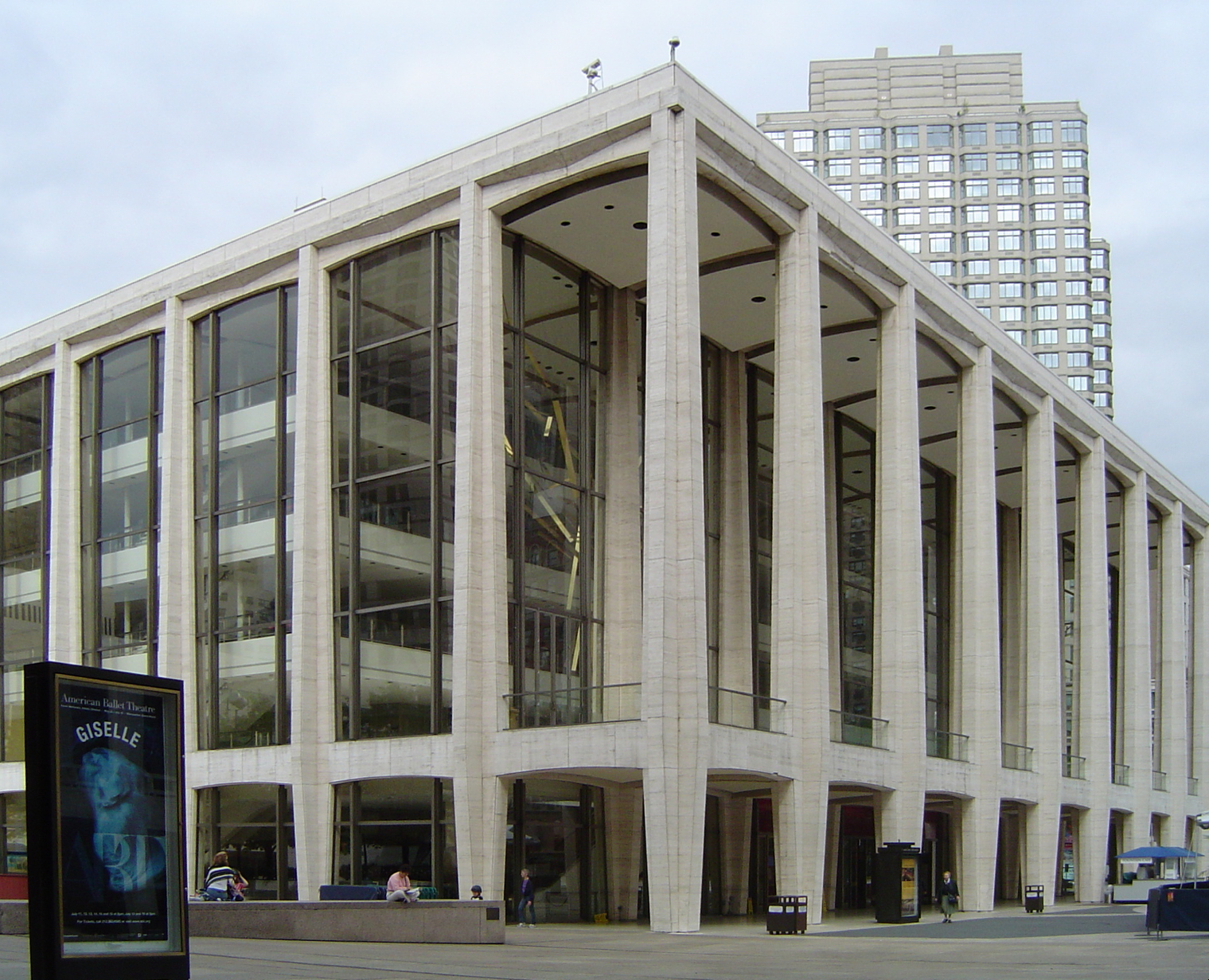
Das Avery Fisher Hall von Max Abramovitz im Lincoln Center in New York City
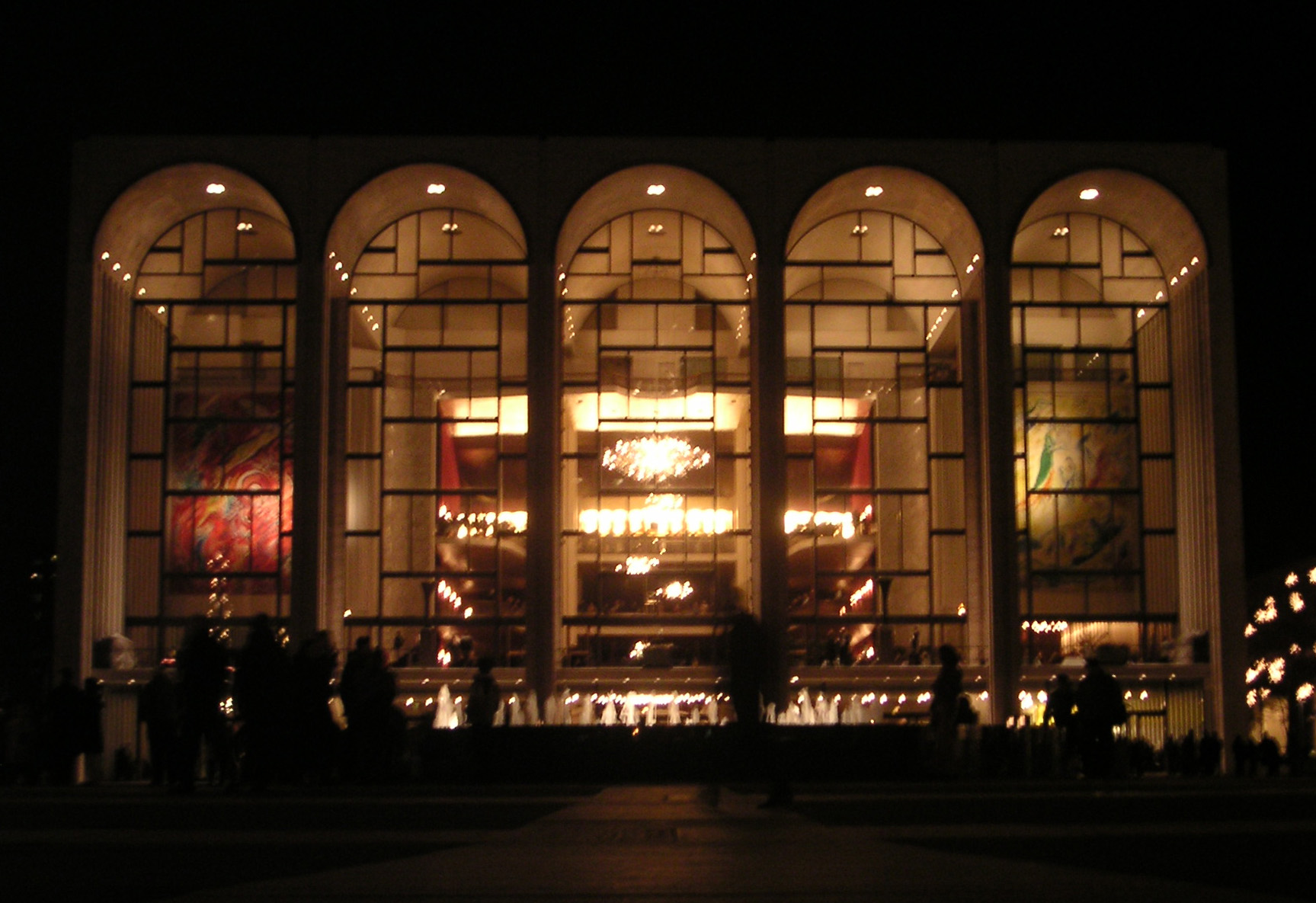
Das Gebäude der Metropolitan Opera im Lincoln Center

## Auszeichnungen
- 1952 Mitglied der American Academy of Arts and Sciences
- 1954 Fellow der Königlich Dänischen Kunstakademie
- 1955 Mitglied der American Academy of Arts and Letters[1]
- 1957 Wahl zum Mitglied (NA) der National Academy of Design[2]
- 1972 Goldmedaille des American Institute of Architects
- 1972 die AIA Gold Medal
- 1974 Goldmedaille der Universität Neapel Federico II
- 1991 National Medal of Arts